# Bajram Begaj
Bajram Begaj (født 20. marts 1967) er en tidligere albansk officer og nu politiker, der er Albaniens 9. og nuværende præsident. Han tiltrådte som præsident den 24. juli 2022.
Begaj har haft en lang karriere i den albanske hær. Han var generalstabschef for Albaniens væbnede styrker fra juli 2020 til juni 2022.